# Daphniola eptalophos
Daphniola eptalophos is een slakkensoort uit de familie van de Hydrobiidae. De wetenschappelijke naam van de soort is voor het eerst geldig gepubliceerd in 2011 door Radea.